# Familie Schölermann
„Unsere Nachbarn heute abend – Familie Schölermann“ war die erste Familienserie überhaupt im deutschen Fernsehen – nur zwei Jahre nachdem dieses den Sendebetrieb aufgenommen hatte.
Die vom NWDR produzierte Serie lief von 1954 bis 1960 und brachte es auf insgesamt 111 Folgen.
Auch wenn man bedenkt, dass es zu dieser Zeit nur ein Fernsehprogramm in der Bundesrepublik gab, waren die Einschaltquoten mit 70–90 % beachtlich. Anfangs wurden die Sendungen noch live gespielt und gesendet, erst später aufgezeichnet.
Gezeigt wurden die kleinen und großen Sorgen, aber auch Freuden einer deutschen Durchschnittsfamilie, die das Wirtschaftswunder hautnah erlebte.
Formal war man bestrebt, die Illusion herzustellen, einer realen Familie ins Wohnzimmer zu schauen, gleichsam nach dem Muster heutiger Reality-Soaps. Deswegen wurden die Namen der Darsteller auch zunächst nicht bekanntgegeben. Zudem spielte die Handlung um die gleiche Tageszeit wie die Ausstrahlung – am Abend zwischen 20.00 und 21.00 Uhr. Die Ereignisse des Tages wurden im Studio/Wohnzimmer aus der Rückschau besprochen, ohne dass andere Schauplätze aufgesucht wurden.

## Die Serie

### Episoden
Da die einzelnen Folgen nicht betitelt waren, lassen sie sich nur schwierig in Form eines Episodenführers auflisten.
Inhaltlich ging es primär um Familienleben und Familienereignisse: Neuanschaffungen, Familienfeiern, Schulprobleme, die ersten Verliebtheiten der erwachsenen Kinder, Geldsorgen.
Politische Themen tauchen am Rand auf, als etwa Verwandtschaft aus der DDR zu Besuch kommt. Jugendprotest (die „Halbstarken“) wird als Thema völlig ausgeklammert.

### Rollen
Den Vater, Matthias Schölermann, lernt man anfangs als Angestellten in einem kleinen Unternehmen kennen, der später aufsteigt, dann aber arbeitslos wird. Daraufhin eröffnet er eine Pension. Zum Schluss ist er beruflich als Spülmaschinenvertreter wieder erfolgreich.
Die Mutter Trude ist die Hausfrau.
Der ältere Sohn Heinz arbeitet in einer Autowerkstatt und verliebt sich in eine ältere Frau. Diese Verbindung wird aber von den Eltern abgelehnt.
Die jüngere Tochter Eva geht anfangs noch zur Schule und macht später eine Schneiderlehre – im Verlauf der Serie löst sie eine unglückliche Verlobung auf und heiratet in der Schlussfolge schließlich doch noch.
Der kleine Sohn Joachim („Jockeli“) geht noch zur Schule.

### Darsteller
In den Hauptrollen waren zu sehen:
- Lotte Rausch (Mutter Trude Schölermann)
- Willy Krüger (Vater Matthias Schölermann)
- Charles Brauer (Sohn Heinz Schölermann; später bekannt als Kommissar Peter Brockmöller, Partner von Manfred Krug im Tatort)
- Margit Cargill (Tochter Evchen) (* 31. Oktober 1935 in Leeds)
- Harald Martens (Jockeli) (* 1944)
- Giulia Follina (Bärbel)
- Lotte Brackebusch (Tante Marie)
- Joachim Wolff (Onkel Eduard)

### Regie, Quote, Sendeplatz
Am Regiepult stand Ruprecht Essberger. Er trat später als Krimi-Autor und Regisseur in Erscheinung, ebenso als Schöpfer der Reality-Serie Ehen vor Gericht. Geschrieben wurden die Geschichten unter anderem von Walther von Hollander sowie von Rolf und Alexandra Becker, die auch Dickie Dick Dickens und Gestatten, mein Name ist Cox zu Papier brachten. Der Sendeplatz war die Hauptsendezeit am Mittwochabend zwischen 20.15 und 21.00 Uhr.
Als Anschlussserie für die Schölermanns konnte man die Familie Hesselbach vom Hessischen Rundfunk betrachten, die 1960 auf Sendung ging, als Familie Schölermann inhaltlich bereits ein Auslaufmodell war.

## Rezeption
In der Serie spiegeln sich die Werte der 1950er-Jahre. Die Rollenverteilung war patriarchalisch: Der Vater als Ernährer trifft alle Entscheidungen, wie etwa über Urlaubsziele, und behält sich auch das Recht vor, seinen Sohn „übers Knie zu legen“. Die Mutter ist Hausfrau und geht lediglich einer Berufstätigkeit nach, als ihr Ehemann vorübergehend arbeitslos wird.
Der eine Teil der Zuschauerfamilien hielt die Schölermanns für die deutsche Familie schlechthin. Andere hielten die Familienzwistigkeiten für realitätsfremd. Gegen Ende der 1950er-Jahre zeigte die Serie Verschleißerscheinungen.